# Pravi ježi
Pravi ježi (znanstveno ime Erinaceinae) so poddružina majhnih sesalcev z bodicami na hrbtu iz reda reda žužkojedov (Eulipotyphla oz. Insectivora s str.) in družine ježev (Erinaceidae). Pravih ježev je 16 vrst in živijo v Evropi, Afriki, Aziji in celo na Novi Zelandiji. V toku evolucije so se ježi v zadnjih 15 milijonih let bolj malo spremenili.
Samica je breja od 48 do 60 dni. Glede na svojo velikost pa ježi živijo kar precej časa. V divjini od 4 do 7 let, v ujetništvu pa so preživeli tudi do 16 let. 

## Prehranjevanje
Ježi se prehranjujejo z žuželkami, žabami, kačami, ptičjimi jajci, gobami, jagodami, ..., torej so vsejede živali. 

## Rodovi in vrste
Poddružina Erinaceinae (pravi ježi)
- Rod Atelerix
  - Atelerix albiventris, afriški pigmejski jež Atelerix albiventris
  - Atelerix algirus, alžirski jež
  - Atelerix frontalis, južnoafriški jež
  - Atelerix sclateri, somalijski jež
- Rod Erinaceus
  - Erinaceus amurensis, mandžurski jež
  - Erinaceus concolor, beloprsi jež (južni beloprsi jež)
  - Erinaceus europaeus, rjavoprsi jež (zahodnoevropski beloprsi jež)
  - Erinaceus roumanicus, severni beloprsi jež
- Rod Hemiechinus, veleuhi jež
  - Hemiechinus auritus, prednjeazijski veleuhi jež
  - Hemiechinus collaris, indijski veleuhi jež
- Rod Mesechinus
  - Mesechinus dauuricus,
  - Mesechinus hughi, hughov jež
- Rod Paraechinus, puščavski jež
  - Paraechinus aethiopicus
  - Paraechinus hypomelas, brandtov jež
  - Paraechinus micropus, indijski jež
  - Paraechinus nudiventris, madraski jež

## Razširjenost
V Sloveniji je najbolj razširjen beloprsi jež, velik okoli 30 centimetrov. Spomladi, po prezimovanju, tehta manj kot kilogram, ko se jeseni pripravlja na zimo, pa doseže tudi kakšna dva kilograma. Kadar se počuti ogroženega, se ne umakne, ampak se samo zvije v klobčič. Zaradi tega in tudi zaradi svoje počasnosti so ježi med najpogosteje povoženimi živalmi na cestah.